# بنجامین هنری لاتروب
بنجامین هنری لاتروب (به انگلیسی: Benjamin Henry Latrobe) متولد ۱۷۶۴، معمار آمریکایی انگلیسی تبار قرن هجدهم بود.
لاتروب در انگلیس به دنیا آمد و در همانجا تحت آموزش‌های نئوکلاسیک قرار گرفت. در ۱۷۹۵ به امریکا نقل مکان کرد و امروزه نخستین معمار حرفه‌ای این کشور به شمار می‌آید. او در ساخت کاپیتول ریچموند با جفرسن همکاری داشت و در ۱۸۰۳ به عنوان نقشه‌بردار ساختمان‌های دولتی منصوب شد. بناهای شکوهمند او که در راهیابی فرم‌های نئویونانی به معماری امریکا بسیار مؤثر بودند، عبارتند از: کاپیتول واشینگتن (آغاز ساخت در ۱۸۰۱)، بانک پنسیلوانیا در فیلادلفیا (۱۷۹۹)، و کلیسای جامع کاتولیک در بالتیمور (۱۸۰۱-۱۸۱۸) که نخستین کلیسای جامع ایالات متحد بود.